# Oleksandr Konstantinopolski
Oleksandr Màrkovitx Konstantinopolski (en rus: Александр Маркович Константинопольский; 19 de febrer de 1910 - 21 de setembre de 1990) va ser un jugador d'escacs, entrenador i escriptor d'escacs soviètic. Va ser cinc vegades campió de Kíev, i va entrenar l'aspirant al títol mundial David Bronstein des de jove. Va rebre el títol de Mestre Internacional (MI) de la FIDE l'any 1950, va guanyar el primer campionat d'escacs per correspondència soviètic el 1951, va obtenir el títol d'MI per correspondència el 1966 i el títol de Gran Mestre Honorari el 1983.

## Mestre ucraïnès
Nascut a Jitòmir, Imperi Rus, Konstantinopolski tenia gairebé 20 anys quan va aprendre a jugar als escacs. Això el converteix en un dels millors jugadors més grans d'edat pel que fa a l'aprenentatge dels moviments del joc. Al començament de la seva carrera, Konstantinopolski va guanyar els campionats de Kíiv cinc vegades consecutives de 1932 a 1936. Va jugar set campionats de l'RSS d'Ucraïna. El 1931, va empatar als llocs 3r-5è a Khàrkiv (6è UKR-ch). El 1933, va ocupar el tercer lloc a Khàrkiv (7è UKR-ch). El 1936, va ocupar el quart lloc a Kíev (8è UKR-ch). El 1937, va empatar al 3r-4t a Kíev (9è UKR-ch), que va guanyar Fedor Bogatyrtchouk. El 1938, va ocupar el tercer lloc a Kíev (10è UKR-ch), que va guanyar Issaak Boleslavski. El 1939, va ocupar el tercer lloc a Dnepropetrovsk (11è UKR-ch). El 1940, va empatar entre el 8è i el 9è a Kíev (12è UKR-ch). Boleslavsky també va guanyar tant el 1939 com el 1940. Les primeres partides de Konstantinopolski d'aquest període no es troben a les bases de dades.
El 1936, Konstantinopolski va jugar en un torneig de Joves Mestres de Leningrad, puntuant 7½/14 en un fort quadre (es jugava amb un format de doble round robin).
Konstantinopolski va participar diverses vegades en els campionats d'escacs soviètics. El 1931, va empatar al 3r-5è (7a semifinal del campionat de la URSS), a Moscou. El 1934, va empatar als llocs entre l'11 i el 13 a Tbilisi (9a semifinal del campionat de la URSS). A l'abril/maig de 1937, va empatar a 2n-3r llocs amb Viatxeslav Ragozin, darrere de Grigori Löwenfisch, a Tbilisi (10è campionat de la URSS), amb una puntuació de 12/19. El 1938, va empatar als llocs entre l'11 i el 12 a Kíev (semifinal del campionat de la URSS). El 1940, va empatar entre 4t i 7è lloc a Kíev (semifinal del campionat de la URSS), amb una puntuació de 9½/16. El setembre/octubre de 1940, va empatar entre el lloc 13 i el 16 a Moscou (12è Campionat de la URSS), amb una puntuació de 8/19.

## Teòric i entrenador
A finals de la dècada de 1930, Konstantinopolski va formar joves jugadors i aficionats a Kíev, al Palau dels Joves Pioners. Va ser àmpliament considerat com un home amable i amigable. El seu alumne principal va ser el jove David Bronstein, que finalment va desafiar pel títol de Campionat del Món el 1951, empatant el partit contra Mikhail Botvinnik. Konstantinopolski i Bronstein eren amics íntims, i Konstantinopolski va ser el segon de Bronstein per al partit de playoffs dels candidats de 1950 a Moscou, contra Isaac Boleslavsky, que Bronstein va guanyar per 7½-6½.
Va ser un dels pioners ucraïnesos que va desenvolupar la defensa índia del rei fins a fer-la destacar, juntament amb Boleslavsky i Bronstein. La variant s'havia considerat sospitosa fins a mitjan des anys trenta. Durant aquest temps, va jugar un dels primers jocs de l'atac iugoslau contra la variació del drac de la defensa siciliana, una línia que esdevindria molt popular uns 20 anys més tard. També va defensar la defensa holandesa amb èxit en un moment en què poques vegades la jugaven els millors jugadors. Konstantinopolski tenia un repertori d'obertura molt ampli amb els dos colors, un atribut molt valuós que va transmetre al seu premiat alumne Bronstein. També va ser un estrateg i tàctic formidable, com mostra la selecció de partides.

## Sense títol de Gran Mestre
Va jugar al torneig Leningrad / Moscou 1939, on hi va puntuar un excel·lent 8½/17 contra un quadre excepcionalment fort. Durant la Segona Guerra Mundial, va jugar en tornejos nacionals. El 1940, va aconseguir el tercer lloc a Lvov (Lviv, Lwów, Lemberg), que va guanyar Abram Khavin. Aleshores, la guerra sembla haver aturat la seva activitat escaquística durant uns tres anys. El febrer de 1943, va guanyar a Kuibyshev. A l'abril/maig de 1943, va aconseguir el 6è lloc a Sverdlovsk, un torneig molt fort, amb 6½/14; l'esdeveniment va ser guanyat per Botvinnik. L'agost/setembre de 1943, va ocupar el segon lloc, darrere de Boleslavsky, a Kuibyshev. El 1943, va guanyar un partit contra Yakov Rokhlin (+7 –0 =1). El 1944, va guanyar un partit contra Lev Aronin (+6 –1 =5). El 1944 es va traslladar per quedar-se a Moscou. Va jugar al Campionat de la ciutat de Moscou de 1945, probablement l'esdeveniment d'aquest tipus més fort del món, amb una puntuació de 9/16.
Després de la guerra, va jugar en diversos campionats soviètics més. El 1945, va empatar al 1r-3r a Bakú (URS-ch sf), amb Aleksandr Kótov i Iosif Rudakovski, amb 10½/15 cadascun. El juny de 1945, va empatar 4t-6è a Moscou (14è URS-ch), amb 10½/18; el torneig va ser guanyat per Botvinnik. El 1947, va empatar al 3r-4t a Moscou (URS-ch sf). El 1948, va empatar per 6è-9è a Moscou (16è URS-ch), amb 9½/17; el torneig va ser guanyat conjuntament per Bronstein i Aleksandr Kótov. El 1950, va empatar a 2n-4t a Tartu (URS-ch sf), amb una puntuació de 10/15. El 1950, va empatar al 5è-6è a Moscou (18è URS-ch), amb 7½/14; el torneig va ser guanyat per Paul Keres. El 1952, va ocupar el 16è lloc a Moscou (20è URS-ch), amb 7/19; el torneig va ser guanyat conjuntament per Botvinnik i Mark Taimànov. Va jugar al campionat soviètic per equips, Riga 1954, amb 5½/10; aquesta va ser la seva darrera actuació molt forta. El seu joc per sobre del tauler sembla haver-se aturat en gran manera cap al 1955, ja que es va concentrar més en els escacs per correspondència i en la seva feina com a entrenador i entrenador. Va jugar de tant en tant per sobre del tauler en anys posteriors. El lloc web Chessmetrics.com, que ofereix valoracions retroactives per a jugadors més grans, el classifica com l'11è del món el 1945.
Així, els seus millors resultats als campionats nacionals soviètics, que durant aquell període van ser els tornejos més forts del món, van quedar quatre vegades entre els sis primers (1937, 1945, 1948, 1950). En pràcticament qualsevol altra nació del món durant aquest període, hauria estat el seu campió nacional i un gran mestre gairebé segur. Com que el talent dels escacs soviètics era tan profund, mai va guanyar el títol d'escacs més alt. Els seus millors jocs demostren que podia aguantar-se amb qualsevol a l'URSS, amb victòries sobre Botvinnik, Keres, Kotov, Boleslavsky, Grigori Löwenfisch, Vassili Smislov, Salo Flohr, Aleksandr Tóluix, Viatxeslav Ragozin, Andor Lilienthal, Víktor Kortxnoi, Iuri Averbakh, Ratmir Kholmov, Borís Verlinski i altres.

## Darrers anys
El 1948–1951, Konstantinopolski va guanyar el 1r Campionat d'escacs per correspondència soviètic. Va rebre el títol de Mestre Internacional (IM) el 1950, el de Mestre Internacional d'escacs per correspondència (IMC) el 1966 i el de Gran Mestre Honorari (HGM) el 1983. Segons els seus fitxers de joc, només va tenir una oportunitat de jugar en un torneig internacional fora de la Unió Soviètica, la secció "B" d'Amsterdam 1966, quan ja havia superat el seu millor moment als 56 anys. Tot i així, va fer un meritori 5/9 punts. Va continuar treballant com a un dels entrenadors més respectats de la Unió Soviètica fins als 70 anys.
Va introduir una obertura que porta el seu nom com a obertura Konstantinopolski (1.e4 e5 2. Cf3 Cc6 3.g3), contra Viatxeslav Ragozin a Moscou 1956. Va publicar dos llibres d'escacs després dels 70 anys.
Konstantinopolski va morir a Moscou el 21 de setembre de 1990, als 80 anys.

## Partides notables
- Mikhaíl Botvínnik vs Oleksandr Konstantinopolski, semifinal del campionat de l'URSS, Moscou 1931, defensa holandesa (A90), 0-1

Konstantinopolski derrota el campió soviètic d'aquell any.
- Ilia Kan vs Oleksandr Konstantinopolski, Torneig Joves Mestres de l'URSS, Leningrad 1936, defensa holandesa, Variant Stonewall (A95), 0-1. Una altra holandesa que marca estil en aquesta forta defensa.
- Oleksandr Konstantinopolski vs Viatxeslav Ragozin, Torneig Joves Mestres de l'URSS, Leningrad 1936, Atac Indi de Rei / Grunfeld inversa (A07), 1-0 Les negres busquen complicacions i es veuen superades.
- Oleksandr Konstantinopolski vs Alexander Tolush, Moscou 1936, obertura del peó de dama (A47), 1-0. Tolush es torna massa voraç, captura material amb el seu rei al centre i és anihilat.
- Vladimir Alatortsev vs Oleksandr Konstantinopolski, Campionat de l'URSS, Tbilisi 1937, Defensa holandesa, variant Stonewall (A91), 0-1. Konstantinopolski torna a mostrar el seu virtuosisme amb l'holandesa.
- Oleksandr Konstantinopolski vs Ilia Kan, Campionat de l'URSS, Tbilisi 1937, Defensa siciliana, Variant del Drac, Atac Iugoslau (B76), 1-0 Una de les primeres parties amb aquest perillós pla d'enroc llarg de les blanques.
- Oleksandr Konstantinopolski vs Samuel Reshevsky, Leningrad / Moscou 1939, Defensa Neo-Grunfeld (D78), 1-0. Reshevsky va ser un dels millors jugadors fora de l'URSS; aquesta va ser una de les poques partides en què Konstantinopolski va tenir l'oportunitat de conèixer un jugador no soviètic.
- Oleksandr Konstantinopolski vs Salo Flohr, Campionat de l'URSS, Moscou 1945, Defensa Caro-Kann, Variant de dos cavalls (B10), 1-0. Flohr va ser un guru amb la Caro-Kann.
- Boris Verlinsky vs Oleksandr Konstantinopolski, Campionat de Moscou 1945, defensa índia de rei, variant del fianquet (E67), 0-1. Una de les partides influents amb la defensa índia de rei d'aquest període, quan la línia augmentava en popularitat.
- Grigory Levenfish vs Oleksandr Konstantinopolski, Leningrad 1947, Defensa Caro-Kann, Variant Bronstein-Larsen (B16), 0-1.

Un sacrifici d'intercanvi crea una trampa molt profunda per guanyar la dama blanca; aquesta línia es va desenvolupar conjuntament amb Bronstein, l'alumne de Konstantinopolski.
- Paul Keres vs Oleksandr Konstantinopolski, Campionat de l'URSS, Moscou 1948, defensa Caro-Kann, Atac Panov-Botvinnik (B14), 0-1 El fort atac al flanc de rei de les negres supera el formidable tàctic Keres, el tercer jugador del món en aquell moment.
- Alexander Kotov vs Oleksandr Konstantinopolski, Campionat de l'URSS, Moscou 1948, Defensa de l'Índia del Rei, Variació Fianchetto (E67), 0-1 Un altre dandi amb l'Índia del Rei per derrotar el cocampió soviètic d'aquell any.
- Oleksandr Konstantinopolski vs Andor Lilienthal, Campionat de l'URSS, Moscou 1948, Defensa Grunfeld, Variació d'intercanvi (D85), 1-0

Lilienthal va ser un dels jugadors més forts del món durant la dècada de 1940.
- Oleksandr Konstantinopolski vs Vasily Smyslov, Campionat de l'URSS, Moscou 1948, Defensa Semi-Eslava / Grunfeld-Schlechter (D30), 1-0 Smyslov havia acabat segon en el torneig del Campionat del Món a principis d'aquest any.
- Ratmir Kholmov vs Oleksandr Konstantinopolski, Campionat de l'URSS, Moscou 1948, Joc de peons de la reina / Sistema de Londres / Defensa índia del Rei (A46), 0-1 Les blanques eviten la teoria índia del rei de la línia principal sense èxit.
- Oleksandr Konstantinopolski vs Isaac Boleslavsky, Campionat de l'URSS, Moscou 1950, Defensa índia del rei, Variació Fianchetto (E68), 1-0 Aquest joc té Konstantinopolski al costat blanc de l'Índia del Rei anotant una victòria sobre el jugador número 3 del món aquell any!
- Yuri Averbakh vs Oleksandr Konstantinopolski, Campionat de l'URSS, Moscou 1950, Ruy Lopez, Tancat (C92), 0-1 El futur campió soviètic Averbakh és destituït aquí.
- Oleksandr Konstantinopolski vs Viktor Korchnoi, Campionat de l'URSS, Moscou 1952, Queen's Pawn Game (D03), 1-0 Segons alguns, Korchnoi és el jugador número 6 de tots els temps, de manera que cal destacar qualsevol victòria sobre ell.
- Oleksandr Konstantinopolski vs Alexei Suetin, Campionat de l'URSS, Moscou 1952, Defensa Grunfeld, Variació Russa (D95), 1-0 Aquest mètode de joc a l'obertura s'estava desenvolupant aleshores, així que aquest va ser un dels primers jocs importants.

## Obres i bibliografia
- La defensa Caro-Kann d'Oleksandr Konstantinopolski i Aron Weiz, Heidelberg (Schmaus 1982), ISBN .......... (en alemany)
- Vienna Game, d'Oleksandr Konstantinopolski, Londres (Batsford 1986),ISBN 0-7134-3615-8
- The Sorcerer's Apprentice de David Bronstein i Tom Furstenberg, Londres (Cadogan 1995),ISBN 1-85744-151-6